# Heiko Augustinus Oberman
Heiko Augustinus Oberman (* 15. Oktober 1930 in Utrecht in Holland; † 22. April 2001 in Tucson, Arizona) war ein niederländischer Kirchenhistoriker. Er lehrte zunächst vor allem in den Vereinigten Staaten von Amerika und war ab 1966 Lehrstuhlinhaber an der Universität Tübingen.

## Leben
Nach dem Besuch des Stedelijk-Gymnasiums in Utrecht und dem Studium an den Universitäten Utrecht (1949, 1951–1954 und 1955–1956), Sekolah Tingghi (Surabaya, Indonesien, 1950) und Oxford (1954/1955) wurde Heiko A. Oberman 1957 in Utrecht mit einer Arbeit über den scholastischen Theologen Thomas Bradwardine zum Doktor der Theologie promoviert. Von 1956 bis 1966 lehrte er an der Divinity School der Harvard University, zuletzt als Winn Professor of Ecclesiastical History. 1964 wurde er in die American Academy of Arts and Sciences gewählt. Als Nachfolger von Hanns Rückert lehrte Oberman von 1966 bis 1984 als ordentlicher Professor für Kirchengeschichte an der evangelisch-theologischen Fakultät in Tübingen und leitete das Institut für Spätmittelalter und Reformation. Unter seiner Führung wurde Tübingen zum weltweit bedeutendsten Zentrum der Erforschung spätmittelalterlicher und reformatorischer Theologie. Besonders beschäftigte er sich mit Martin Luther. Von 1984 bis zu seinem Tod lehrte er als Regents Professor of Medieval, Renaissance, and Reformation History an der University of Arizona. Er war evangelisch, verheiratet ab 1955 mit Geertruida Oberman, geborene Reesink (* 1929), und hatte vier Kinder (Gerrit-Willem, Ida, Hester und Raoul) Sein Sohn Gerrit-Willem Oberman ist Pfarrer in der Evangelischen Landeskirche in Württemberg.
1963 wurde er korrespondierendes Mitglied der Königlich Niederländischen Akademie der Wissenschaften (KNAW) und 1964 Fellow der American Academy of Arts and Sciences. 1988 wurde er korrespondierendes Mitglied der British Academy. Seit 1991 war er gewähltes Mitglied der American Philosophical Society.

## Schriften (Auswahl)
- The Harvest of Medieval Theology: Gabriel Biel and Late Medieval Nominalism. Harvard University Press, Cambridge 1963.
- Werden und Wertung der Reformation. Vom Wegestreit zum Glaubenskampf. Mohr, Tübingen 1977.
- Spätscholastik und Reformation. Zwei Bände. 1. bzw. 3. Auflage. Mohr, Tübingen 1965/1989.
- Gregor von Rimini. Werk und Wirkung bis zur Reformation (= Spätmittelalter und Reformation. Bd. 20). De Gruyter, Berlin 1981, ISBN 3-11-008321-3.
- Wurzeln des Antisemitismus. Christenangst und Judenplage im Zeitalter von Humanismus und Reformation. Severin und Siedler, Berlin 1981, ISBN 3-88680-023-7. (2. Auflage. 1983)
- Luther – Mensch zwischen Gott und Teufel. Severin und Siedler, Berlin 1982.
- The dawn of the Reformation. Essays in late medieval and early Reformation thought. Clark, Edinburgh 1986, ISBN 0-567-09371-9.
- Die Reformation. Von Wittenberg nach Genf. Vandenhoeck & Ruprecht, Göttingen 1986, ISBN 3-525-55405-2.
- The impact of the Reformation. Essays. Eerdmans, Grand Rapids, Mich. 1994, ISBN 0-8028-0732-1.
- Zwei Reformationen. Luther und Calvin, alte und neue Welt. Siedler, Berlin 2003, ISBN 3-88680-793-2.
- John Calvin and the Reformation of the refugees. Drodz, Genève 2009, ISBN 978-2-600-00687-3.